# Union conservatrice américaine
American Conservative Union
Pour les articles homonymes, voir ACU et UCA.
L'Union conservatrice américaine,, (anglais : American Conservative Union), abrégée ACU, est une organisation de lobbying aux États-Unis qui promeut les politiques conservatrices, classe les politiciens en fonction de leur niveau de conservatisme et organise la Conférence d'action politique conservatrice. Elle est fondée le 18 décembre 1964. L'ACU s'intéresse à des questions telles que la liberté personnelle et les valeurs traditionalistes, qu'elle définit comme l'essence du conservatisme.

## Activités
L'ACU comprend trois entités : l'Union conservatrice américaine, une organisation 501(c)(4) qui mène des activités de lobbying ; la Fondation de l'Union conservatrice américaine (American Conservative Union Foundation), une organisation 501(c)(3) surtout connue pour organiser la Conférence d'action politique conservatrice (Conservative Political Action Conference) ; et le Comité de la conférence d'action politique conservatrice (American Conservative Union Political Action Committee), un comité d'action politique qui soutient et finance officiellement les candidats conservateurs aux postes fédéraux et étatiques.
Collecte des fonds...1ère activité.

### Conférence d'action politique conservatrice

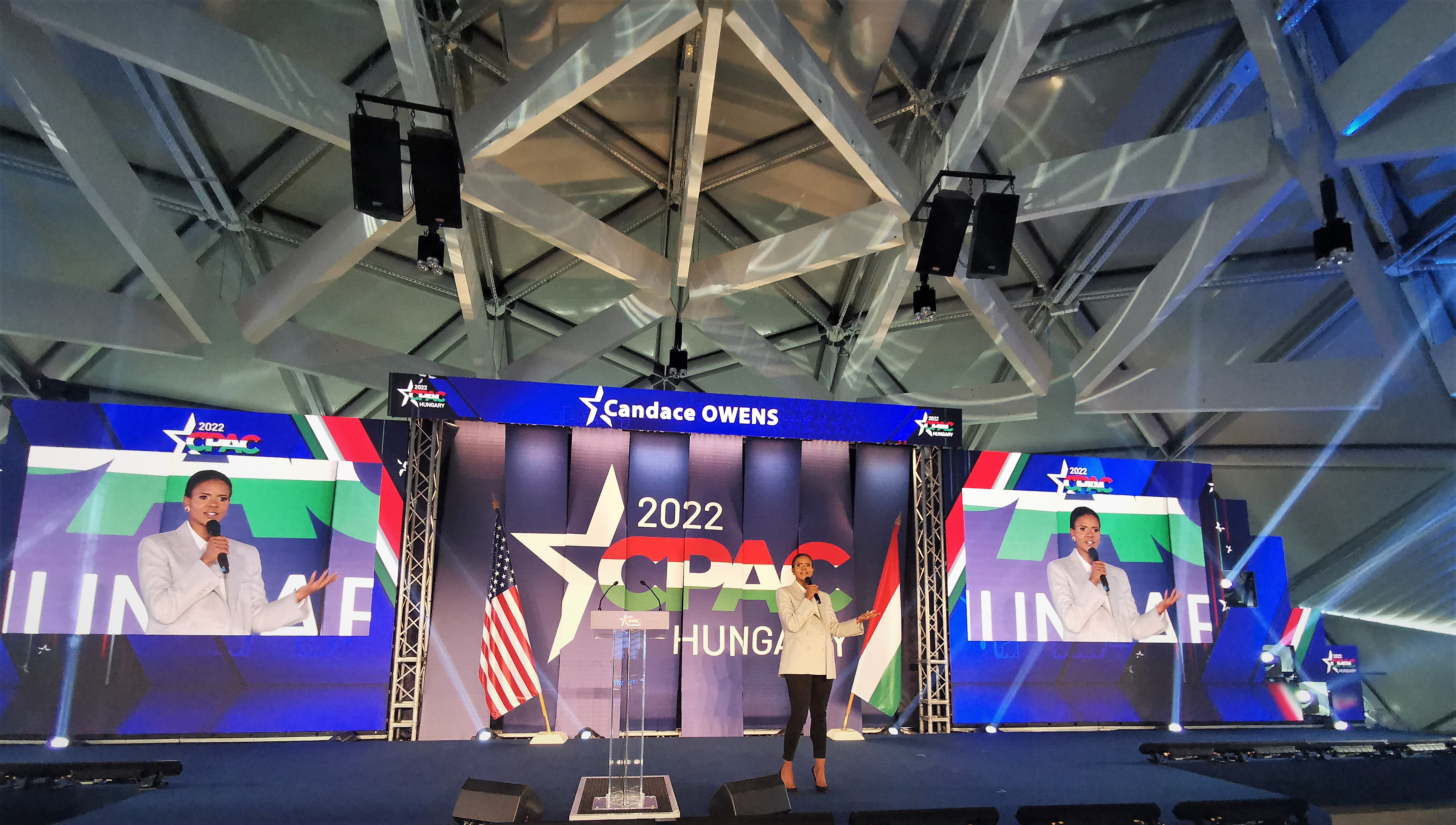
Candace Owens s'exprime au CPAC Hongrie 2022